# Strandklotspindel
Strandklotspindel (Theridion hemerobium) är en spindelart som beskrevs av Simon 1914. Strandklotspindel ingår i släktet Theridion och familjen klotspindlar. Arten är reproducerande i Sverige. Inga underarter finns listade i Catalogue of Life.